# La Salle Mahón (colegio)
La Salle Mahón, o CC La Salle Mahón, es un colegio católico, concertado en Mahón, Menorca, España. Fue fundada por el hermano Théodard Nizier, un hermano lasaliano, en 1905. Es el primer colegio concertado en la isla de Menorca en tener un programa de bachillerato. Es más conocido por su equipo de baloncesto, con deportista y exalumno Sergio Llull atendiendo el CB de joven. Forma parte del departamento de La Salle Valencia-Palma. 

## Historia
El 8 de diciembre de 1905, el hermano Théodard Nizier, primer director de La Salle Mahón, y los hermanos Théodome Gabriel y Théodomir Regis, acompañados por el Hermano Visitador, llegaron a Mahón para empezar una nueva comunidad lasaliana. 
El día escogido no fue casual, sino que se escogió intencionadamente para poner el nuevo colegio de la institución fundada por San Juan Bautista de La Salle (Los hermanos de los colegios cristianos) bajo la protección de Nuestra Señora de la Inmaculada Concepción, el día 8 de diciembre de 1905 se instituye la primera Comunidad de Hermanos en la isla de Menorca.
El 2 de enero de 1906, un mes después de la llegada de los tres hermanos, se abrieron las puertas del primer colegio de San Juan Bautista de la Salle en la isla de Menorca. 
A finales de los años 40, el hermano Teófilo Juan organizó el primer equipo de baloncesto del colegio y en 1950 nació el Club de forma oficial. Pasaban los años y fue creciendo y separandose administrativamente del colegio hasta que el 26 de mayo de 2005 consiguió el ascenso a la liga ACB, momento en cual cambió su denominación por Menorca Bàsquet, S.A.D. 
En 2024 serán el primer institución académica concertada en Menorca en ofrecer el bachillerato. 

## Instalaciones
El colegio es conocido por sus espacios exteriores de gran extensión que incluyen:

### lnstalaciones Deportivas y exteriores

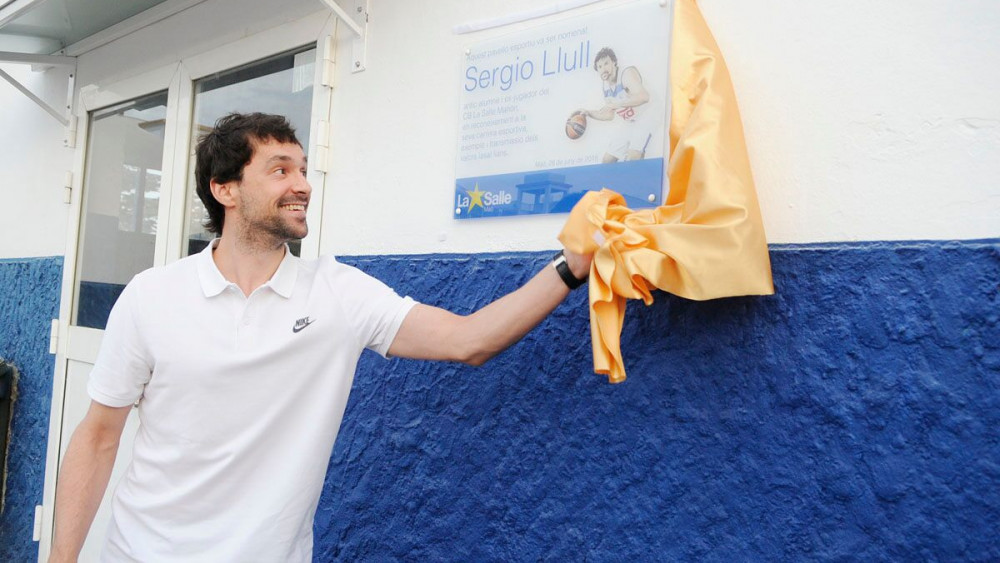
El deportista Sergio Llull, inaugura el pabellón deportivo a su nombre en 2018.

El colegio dispone de un amplio conjunto de instalaciones deportivas, que incluyen:
Dos campos de fútbol, tres pistas de minibasquet, dos pistas de baloncesto, una pista de fútbol sala, una sala de judo, una cancha de voleibol y una pista de tennis.
Además, el centro cuenta con el pabellón Sergio Llull 900 m², con capacidad para 500 personas, que sirve como espacio oficial del CB La Salle Mahón. El entorno exterior del colegio incluye un jardín de 2.000 m², que proporciona un espacio natural para el esparcimiento y las actividades al aire libre.

### Espacios Culturales y Educativos
El Colegio La Salle Mahón también está equipado con espacios diseñados para el desarrollo cultural y académico de sus alumnos:
- Un salón de actos de 200 m², con capacidad para 250 personas, dos bibliotecas escolares: una para infantil y otra para primaria, ESO y bachillerato. Un aula de informática, un aula de música, un aula de robótica, un taller de tecnología y un laboratorio de física, química y biología.

## Premios Académicos
En los últimos años los dos galardones más importantes del colegio son: en 2024, dos alumnos de La Salle Mahón quedaron segundos en las Olimpíadas Científicas. Y en 2018, el estudiante David Roca tuvo audiencia con SM el Rey, tras ganar el Concurso FIES ¿Qué es un rey para ti?.

## Alumnado de nota
- General Luis Alejandre Sintes, militar español
- Damián Borrás Camps, regatista y entrenador de vela español
- Sergio Llull Meliá, baloncestista español